# Nombre de Péclet
 (décembre 2020).
Le nombre de Péclet {\displaystyle (Pe)} est un nombre sans dimension, utilisé en transfert thermique et en transfert massique, qui représente le rapport du transfert par convection forcée et du transport par diffusion (thermique ou massique). Il est équivalent au produit du nombre de Reynolds et du nombre de Prandtl dans le cas du transfert thermique et au produit du nombre de Reynolds et du nombre de Schmidt en transfert massique. De manière plus générale, le nombre de Péclet permet d'estimer l'importance relative des fluctuations aléatoires dans un phénomène de transport.
Ce nombre porte le nom d'Eugène Péclet, physicien français du xixe siècle.

## Péclet thermique
La version thermique du nombre de Péclet représente le rapport du transfert par convection sur le transfert par conduction.
On le définit de la manière suivante :
{\displaystyle Pe_{\text{ther}}={\frac {L_{c}\,v}{\alpha }}={\frac {L_{c}\,v\,c_{p}\,\rho }{\lambda }}={\frac {{L_{c}}^{2}\,c_{p}\,\rho }{\lambda t}}=Re\cdot Pr}
avec :
- {\displaystyle \alpha } – diffusivité thermique
- {\displaystyle \lambda } – conductivité thermique
- {\displaystyle \rho } – masse volumique
- {\displaystyle c_{p}} – capacité thermique massique à pression constante
- {\displaystyle L_{c}} – longueur caractéristique du système
- {\displaystyle t} – temps caractéristique
- {\displaystyle v} – vitesse
- Re - nombre de Reynolds
- Pr - nombre de Prandtl

Le nombre de Péclet est utilisé pour la convection forcée alors que pour la convection naturelle, le nombre de Rayleigh est utilisé.

## Péclet massique
La version massique du nombre de Péclet représente le rapport du transfert par convection sur le transfert par diffusion.
On le définit de la manière suivante :
{\displaystyle Pe_{\text{M}}={\frac {L_{c}\,v}{D}}=Re\cdot Sc}
avec :
- Lc – longueur caractéristique
- v – vitesse
- D – coefficient de diffusion
- Re - nombre de Reynolds
- Sc - nombre de Schmidt

Un cas particulier du nombre de Péclet massique fait appel à un coefficient de diffusion axial et est appelé nombre de Bodenstein. Ce nombre est utilisé en distribution de temps de séjour pour caractériser l'idéalité (modèle du réacteur piston)[Quoi ?] des réacteurs tubulaires.

## Source
- E. Guyon, J-P. Hulin, L. Petit, Hydrodynamique physique, Savoirs Actuels, 1991  (ISBN 2868835023)